# Simboli di Cagliari

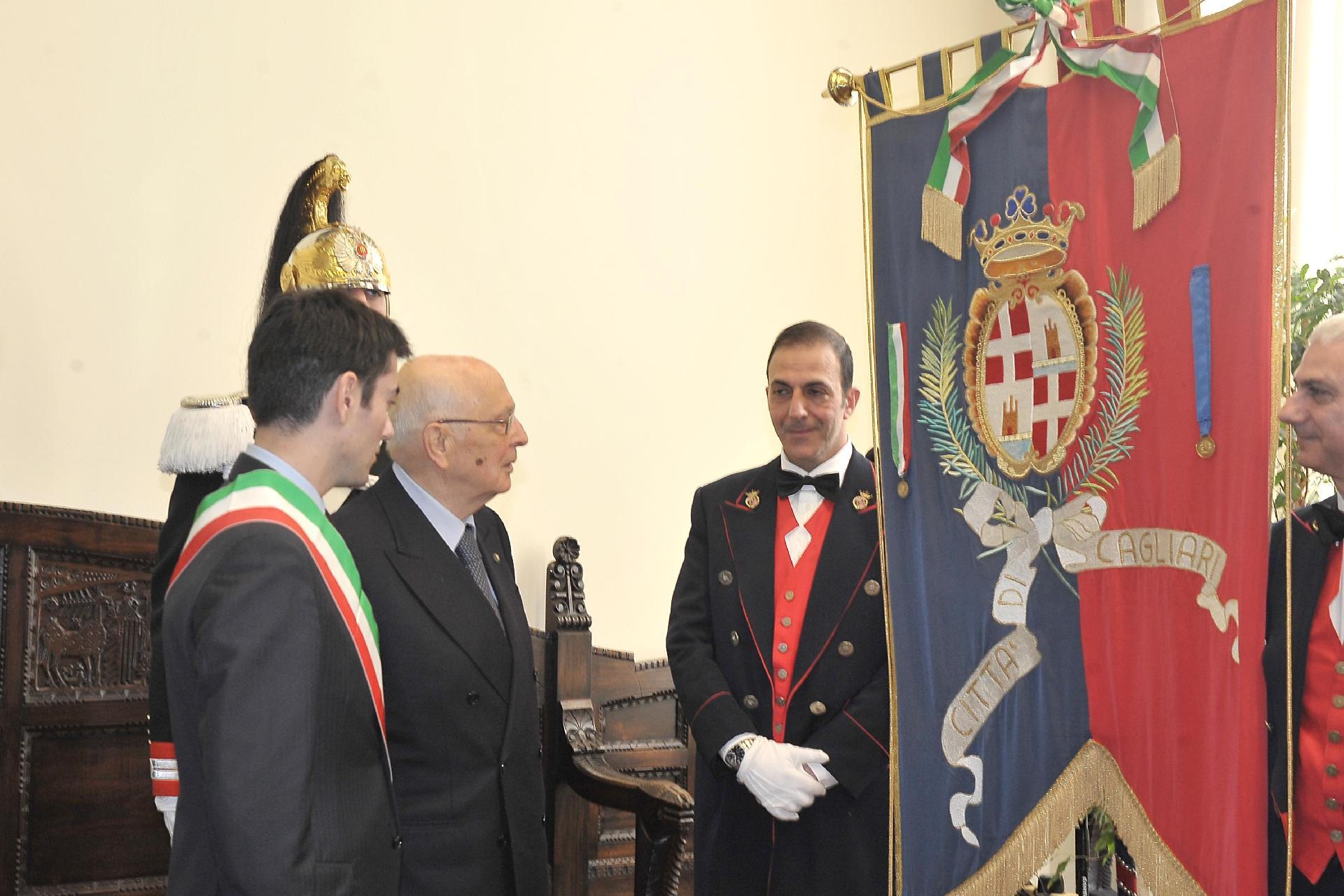
Giorgio Napolitano e Massimo Zedda, nel 2012 Presidente della Repubblica Italiana e Sindaco di Cagliari, osservano lo stemma della città apposto nel gonfalone.

Gonfalone civico

I simboli di Cagliari, città capoluogo della Sardegna, sono lo stemma, il gonfalone e la bandiera, così come riportato nello statuto comunale.
Lo statuto riconosce poi, quali elementi rappresentativi e identitari della città lo stagno e il parco naturale regionale Molentargius-Saline, il Poetto, i sette colli, il porto, l'Università, la lingua sarda e il dialetto cagliaritano, la festa di sant'Efisio e il centro storico.

## Stemma
Lo stemma è uno scudo francese moderno inquartato alla croce di San Giovanni Battista e d'argento, al castello aperto e finestrato, torricellato da tre pezzi, quello mediano più alto, fondato su uno scoglio uscente dal mare, al naturale; è ornato da palme, tenuto da due tritoni e timbrato da una corona di marchese.
Lo stemma è stato riconosciuto con regio decreto del 23 dicembre 1929. Il gonfalone si presenta partito d'azzurro e di rosso. Gli stessi colori sono presenti sulla bandiera comunale.

### Blasonatura
Lo stemma è stato riconosciuto con regio decreto del 23 dicembre 1929, la relativa blasonatura ufficiale è:
d’argento, al castello al naturale, aperto e fenestrato, torricellato di tre pezzi, quello mediano più alto, fondato su uno scoglio uscente dal mar, il tutto al naturale. Lo scudo ornato di palme, sostenuto da due tritoni e cimato da corona marchionale.»
Il gonfalone si presenta partito di rosso e di azzurro. Gli stessi colori sono presenti sulla bandiera comunale.

### Storia

#### Periodo pisano

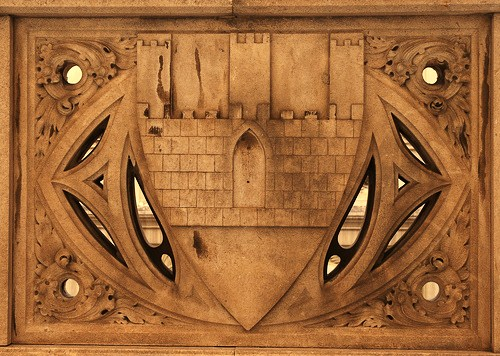
Lo stemma pisano

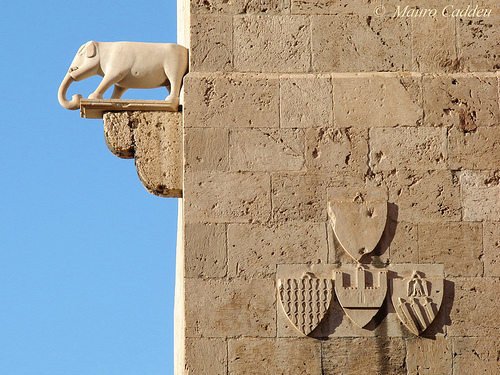
Lo stemma pisano sulla torre dell'Elefante

Durante l'età giudicale non risulta da nessuna fonte che la città di Santa Igia abbia usato uno stemma. Successivamente alla caduta del giudicato e della costituzione, ai primi del XIII secolo, della città di Castel di Castro in comune si iniziò ad usare un'arme sull'esempio degli altri comuni della penisola e principalmente della Repubblica di Pisa che esercitava un dominio diretto sul Castello di Cagliari. La più antica raffigurazione di quello che, con tutta probabilità, è il primo esempio di stemma cittadino si trova sulle torri dell'Elefante e di San Pancrazio del castello e risale ad periodo successivo alla costruzione delle stesse (anni 1305-1307). L'emblema si trova sempre accompagnato da altre tre armi, due ai lati (che con tutta probabilità sono quelle dei capitani in carica all'epoca della costruzione e che governavano il Castello e uno, che lo sovrasta, posteriore, attualmente vuoto ma che quasi certamente portava i pali d'Aragona. Anche se nessuna fonte documentale attesta che lo scudo rappresentasse l'emblema cittadino questa tesi è avvalorata dal fatto che il castello così rappresentato continuerà ad essere usato con questo significato nei secoli seguenti.

#### Periodo aragonese

Lo stemma aragonese

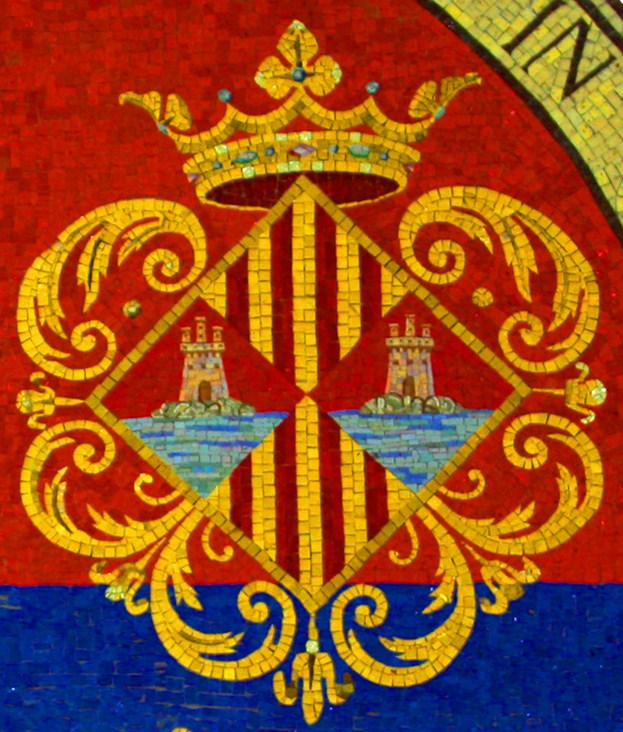
Stemma aragonese dal gonfalone dell'Università

Dopo il 1326, sconfitti i Pisani, subentrò la dominazione aragonese e il Castello venne ripopolato dai nuovi conquistatori e organizzato secondo le norme comunali catalane. La testimonianza più antica della presenza dell'emblema sul sigillo cittadino risale al 1379; il primo sigillo “maggiore” in cui lo stemma è facilmente leggibile è del 1493; il documento su cui si trova è un trattato di alleanza tra Ferdinando II d'Aragona (sovrano della Sardegna e quindi di Cagliari) e Carlo V di Francia; l'originale si trova presso l'Archivio Nazionale di Parigi ma una copia conforme è conservata dall'Archivio Comunale di Cagliari. Il sigillo in cera verde, posto in qualità di testimoni del trattato tra i due monarchi dai Consiglieri del Castello, è legato alla pergamena da un tratto di corda e su di esso è presente uno stemma inquartato in decusse con le barre d'Aragona nei quarti superiore e inferiore mentre quelli laterali presentano un fondo rosso su cui si trova un «castello al naturale aperto e fenestrato, torricellato di tre pezzi, quello in mezzo più alto e fondato su di uno scoglio al naturale uscente dal mare», il tutto è timbrato dalla corona marchionale; la legenda Sigillum Consiliariorum Nobil[is] Caste[lli] [Ca]stri è riportata sul bordo del sigillo. Timbrato a volte con la corona reale aragonese durante il periodo aragonese-spagnolo la forma dello scudo passo da gotico antico a quella a losanga (seconda metà del '300); successivamente (XVII secolo) iniziò ad assumere l'aspetto ovale che è ancora oggi utilizzato. Lo stemma "aragonese" è presente nel sigillo dell'Università di Cagliari.

##### Il trattato del sigillo grande del 1493
Il sigillo del 1493 è allegato ad una pergamena riportante un trattato di alleanza steso tra il re di Francia e quello di Spagna il 6 marzo di quell'anno. Le condizioni riportate erano:
- Il re di Francia si impegnava a consegnare alla Spagna le contee di Rossiglione e di Cerdagna
- Il re di Spagna avrebbe appoggiato la monarchia francese sia contro l'Inghilterra che contro il Sacro Romano Impero nel caso in cui fosse scoppiata una guerra con questi stati.

Si stabiliva inoltre che tale convenzione fosse «preferita e anteposta ad ogni altra già combinata o da combinarsi con qualunque altro principe, eccettuato il Papa» e che le figlie del re di Spagna non avrebbero potuto sposare nessun figlio dell'imperatore, del re di Inghilterra, di Napoli, né col duca di Calabria o con alcuno dei suoi figli o con altri nemici del re di Francia senza l'esplicito consenso dello stesso; inoltre la Spagna in nessun caso avrebbe aiutato i consorti delle principesse spagnole contro la Francia. Il trattato prevedeva anche che venti città spagnole, tra cui Cagliari, avrebbero dovuto «prestare sicurtà e omaggio». La capitale sarda lo siglò circa due mesi dopo la sua stesura impegnandosi a rispettarlo anche nel caso in cui i regnanti spagnoli non lo avessero fatto. L'esemplare riportante il sigillo cagliaritano in ottimo stato fu rinvenuto dal professor Augusto Colon, paleografo archivista presso gli Archivi Nazionali di Parigi, e da questi una copia autentica ed un facsimile fu inviata al professor Pietro Meloni che nel gennaio 1921 la consegnò all'amministrazione comunale di Cagliari. Attualmente è conservata presso l'Archivio comunale.

#### Periodo sabaudo

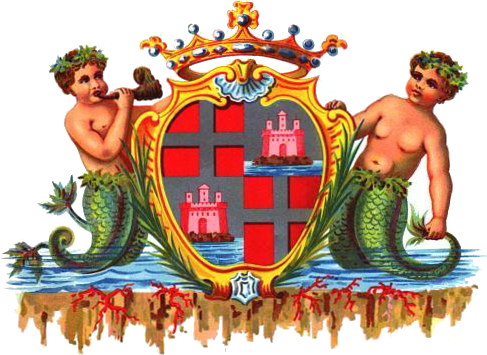
Stemma sabaudo

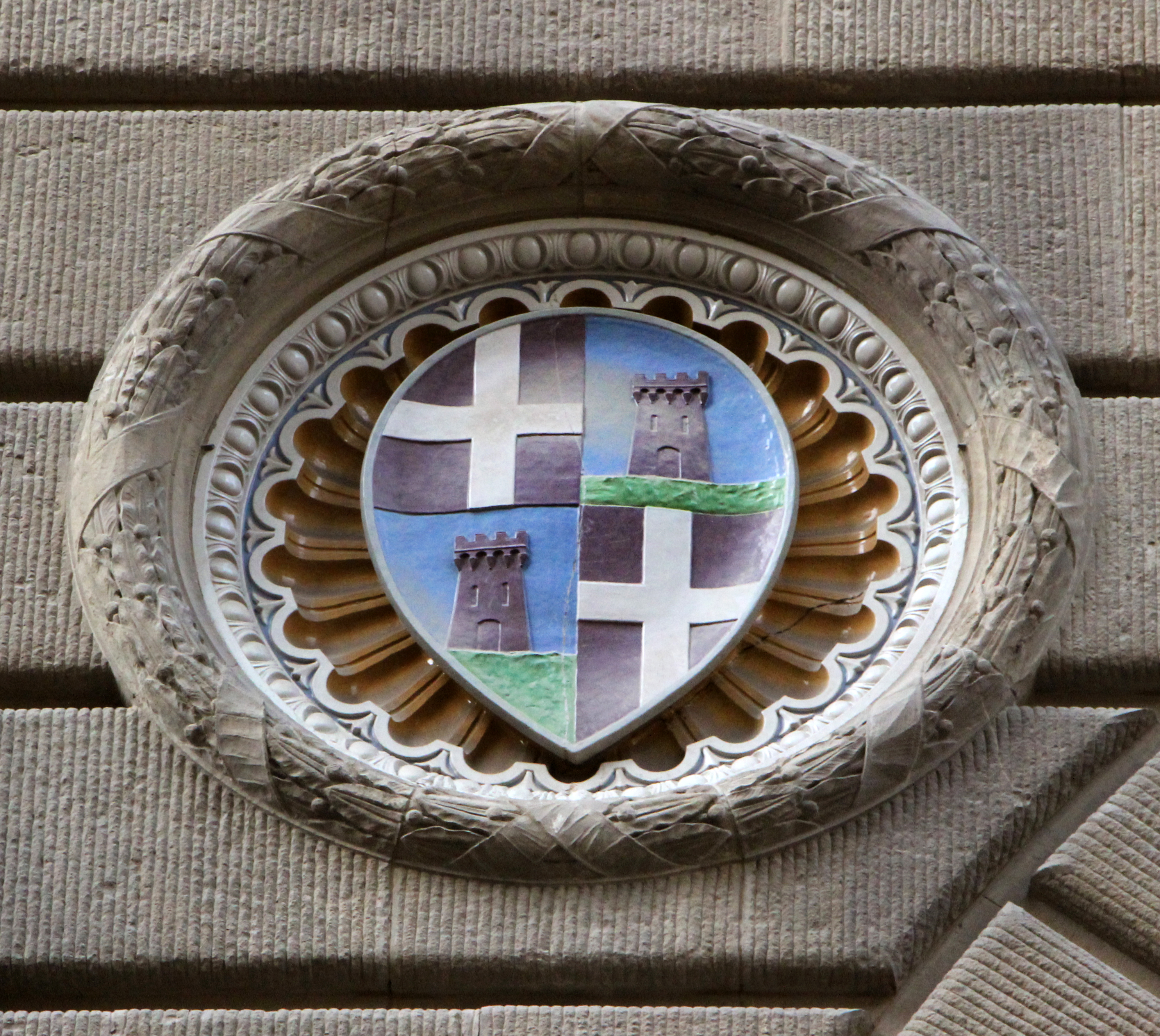
Lo stemma sabaudo sul Palazzo delle Poste di Firenze

Questo stemma non venne immediatamente cambiato quando Cagliari, insieme al resto della Sardegna e come conseguenza della guerra di successione spagnola, passò dagli spagnoli ai Savoia nel 1718. Fu solo nel 1766 che il Ministro per gli affari di Sardegna, Giovanni Battista Lorenzo Bogino, nell'ambito della politica riformistica da lui attuata sollecitò, con un dispaccio del 12 febbraio 1766, il viceré Costa Della Trinità a «farsi premura di procurare la riforma» degli emblemi delle milizie e delle città sarde che ancora portavano i simboli spagnoli. Seguendo le condizioni del trattato di Londra del 1718 che imponevano ai nuovi governanti di mantenere le concessioni regie già in vigore al momento del passaggio di sovranità fu svolta un'indagine per appurare se esistesse un privilegio reale che concedeva le barre alla città; non essendo stato trovato nessun documento fu dal Bogino dato incarico al viceré di illustrare al Consiglio cittadino la possibilità di utilizzare il solo castello (ritenuto solo e vero emblema della città) oppure, come speciale concessione regale, di inquartarlo con l'arme di Savoia e fu dallo stesso Bogino inviato al Costa Della Trinità un disegno riportante lo stemma inquartato con la croce dei Savoia. Sottoposta innanzitutto la questione dal viceré al giurato capo Giuseppe Tarragona (la carica corrispondeva a quella attuale di sindaco) questi si disse favorevole alla seconda possibilità che venne sanzionata con decreto di re Carlo Emanuele III del 17 maggio 1766.
Nel 1923 il podestà, secondo le norme del R.D. del 5 luglio 1886, richiese alla Consulta araldica il riconoscimento dello stemma utilizzato, che venne confermata con decreto del 23 dicembre dello stesso anno; la blasonatura riportata differiva in maniera minima da quella presente nell'atto del 1766.

## Bandiera

### Storia
Originariamente i colori della città, ripresi da quelli del blasone, erano il rosso e l'oro; successivamente, con la modifica dell'emblema del 1766, all'oro subentrò l'argento; non è però chiaro quando l'azzurro sostituì il rosso, anche se n'è chiara la motivazione, infatti l'azzurro era il colore dinastico dei nuovi sovrani, i Savoia da quando Emanuele Filiberto di Savoia nel 1570-1577 lo aveva adottato come colore dei manti dei cavalieri dell'Ordine supremo della Santissima Annunziata sostituendolo al colore precedente, il rosso. Le ipotesi sull'epoca di adozione dei nuovi colori vanno dalla fine del XVIII secolo agli anni immediatamente successivi all'annessione al Piemonte. Un'ipotesi alternativa è che, essendo il rosso il colore del Piemonte e l'azzurro quello della dinastia regnante, questi siano passati alla città all'epoca della fusione perfetta del 1847 del Regno di Sardegna con il Piemonte.

### Descrizione
Questi colori sono presenti sia sulla bandiera che sul gonfalone, e vengono così rappresentati:
| Pantone                            | HEX     | RGB               | CMYK                    | HSV                  | Approssimazione                           | Approssimazione                       |
| Pantone                            | HEX     | RGB               | CMYK                    | HSV                  | Pantone tessile                           | RAL                                   |
| ---------------------------------- | ------- | ----------------- | ----------------------- | -------------------- | ----------------------------------------- | ------------------------------------- |
| 281-C Deep cobalt blue (cobalto)   | #00205B | R:000 G:032 B:091 | C:100 M:065 Y:000 K:064 | H:219º S:100% V:018% | 19-3939 TPX Blueprint (simile al 92%)     | 5026 Pearl night blue (simile al 96%) |
| 186-C Moderate amaranth (amaranto) | #C8102E | R:200 G:016 B:046 | C:000 M:092 Y:077 K:022 | H:350º S:085% V:052% | 18-1763 TPX High risk red (simile al 99%) | 3020 Traffic red (simile al 96%)      |

#### Modalità di esposizione
La bandiera viene esposta permanentemente sulla facciata del Palazzo Civico dopo i vessilli della Sardegna, d'Italia e dell'Europa, nel seguente ordine:
- , alla presenza di un Paese ospite.

## Altri simboli

### Marchio istituzionale

Marchio istituzionale

Nel 2014 la Città di Cagliari avviò un processo di restyling dello stemma. La Giunta comunale, infatti, reputò esso necessario in quanto le molteplici e diverse versioni utilizzate fino ad allora non erano mai state inquadrate in uno studio né in un sistema di regole chiare, e in aggiunta si valutò che per questioni tecniche legate al formato, esso era inadatto rispetto ad alcuni tipi di riproduzioni.
Si assistette a una generale semplificazione e stilizzazione moderna degli elementi presenti nello stemma, dalla corona ai tritoni fino allo scudo, pur senza eliminarne alcuno né perderne il significato. La novità principale fu nella rivalorizzazione della conchiglia, fino ad allora confinata alla base della corona, e da allora parte integrante dello scudo, dandone la forma. Anche il castello fu stilizzato, abbandonando la versione dettagliata e trasformato in uno sintetizzato, compattato, iconizzato, rispetto alla grande mole dell’intero quartiere fortificato. I contorni dei vari elementi furono eliminati: soluzione più pratica che stilistica, in modo da favorirne la riproduzione dello stemma nelle versioni monocolore o in dimensioni ridotte. In basso è presente la denominazione dell'ente. Lo stemma, creato dal Dipartimento di ingegneria civile, ambientale e architettura (DICAAR) della Facoltà di Ingegneria e Architettura dell'Università degli Studi di Cagliari, entrò ufficialmente in vigore il 17 febbraio 2015 con la Delibera n°12/2015 ai sensi dell'art. 147 bis del D.Lgs 267/2000 e dell'art. 6, comma 1, del Regolamento sul sistema di controllo interno del Comune di Cagliari. Con la delibera, che si è appoggiata quindi al testo unico degli Enti Locali, non è stato necessario ottenere l'autorizzazione da parte dell'Ufficio Araldica della Presidenza del Consiglio dei ministri.

### Marketing territoriale

Marketing territoriale

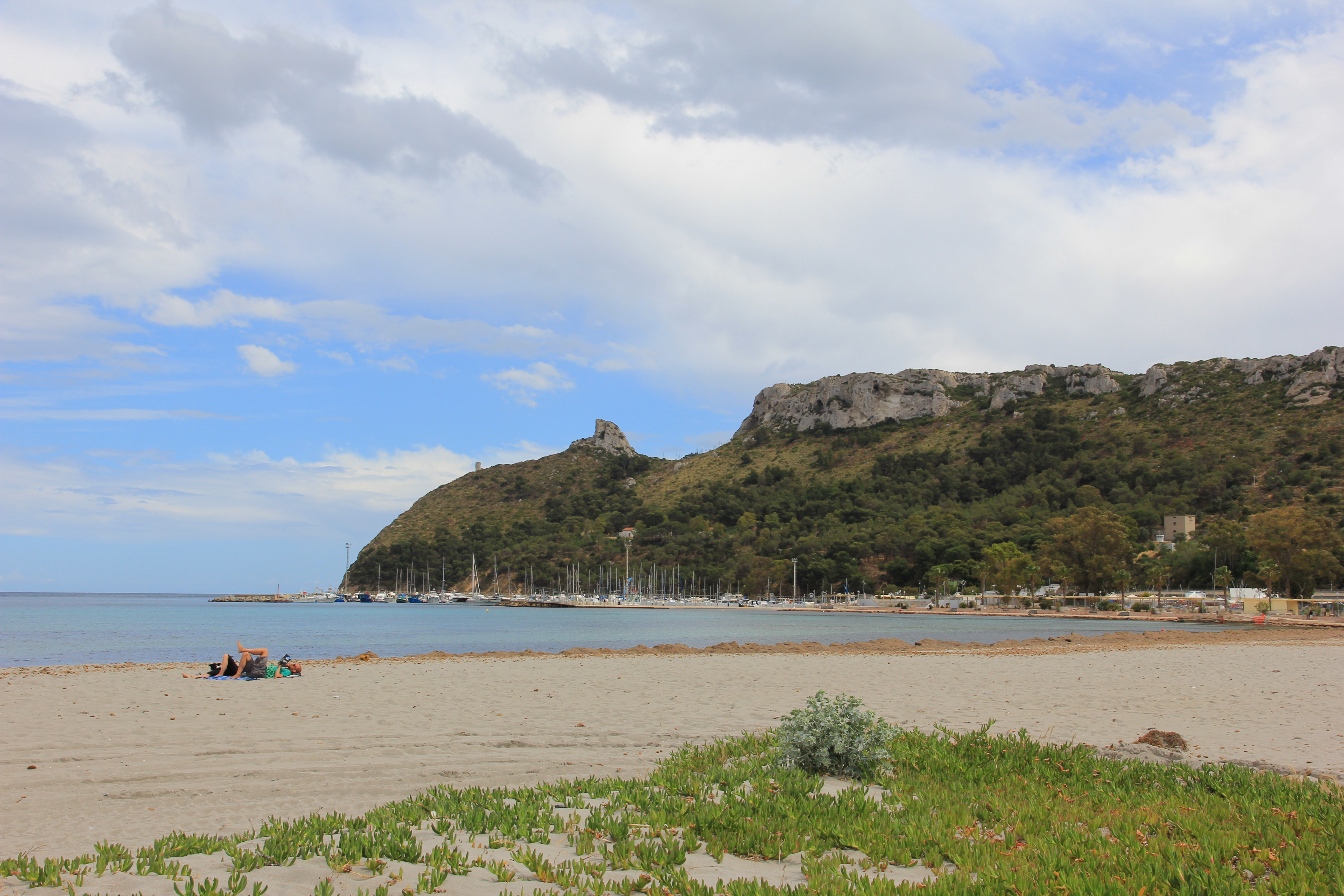
La Sella del Diavolo vista dal Poetto

Nel 2011 l'amministrazione comunale ha creato un simbolo per il marketing territoriale della città che raffigura in rosso la Sella del Diavolo, il promontorio situato a Borgo Sant'Elia che separa la spiaggia del Poetto da quella di Calamosca, visibile da punti panoramici come Monte Urpinu e Castello. L'elemento grafico ricorda poi il golfo di Cagliari, così come anche la scrittura gotica (richiamando la storia della Sardegna bizantina) e un gabbiano in volo (parte dell'avifauna della città).
Nella parte inferiore è presente il nome della città colorato in blu, raffigurato con il carattere Gotham Medium.